# Anii 1180
Secole: Secolul al XI-lea - Secolul al XII-lea - Secolul al XIII-lea
Decenii: Anii 1130 Anii 1140 Anii 1150 Anii 1160 Anii 1170 - Anii 1180 - Anii 1190 Anii 1200 Anii 1210 Anii 1220 Anii 1230
Ani: 1180 1181 1182 1183 1184 1185 1186 1187 1188 1189